# Internationaler REWE Juniorcup
Der Internationale REWE Juniorcup ist ein jährlich Anfang Januar in der Lokhalle Göttingen stattfindendes internationales A-Jugend-Fußballturnier. Darüber hinaus ist es das größte Hallenfußballturnier Europas mit mehr als 10.000 Zuschauern an vier Spieltagen.
Zum 30. Jubiläum des Turniers im Jahr 2019 konnte sich Fortuna Düsseldorf den Turniersieg sichern. Zu den erfolgreichsten Teilnehmern zählen FK Austria Wien mit fünf Erfolgen, drei davon in Serie sowie SC Freiburg, FC Schalke 04 und Hannover 96 mit je drei Turniersiegen insgesamt.

## Geschichte
Erstmals fand das Turnier Mitte Dezember 1989 als „Sports Aquarius Cup“ in der Göttinger Godehard-Sporthalle statt. Seit 1998 findet der Sparkasse & VGH Cup in der Lokhalle Göttingen statt und wurde bis 2004 Mitte Dezember ausgetragen. Zu den weiteren zwischenzeitlichen Namensgebern des Turniers zählen: McDonald’s (1993–1995 und 1998–2002), die Göttinger Gruppe (1996–1997), Oddset (2003–2006), mister*lady (2007–2009) sowie die Sparkasse & VGH Versicherungen (2010–2022). Bis 2004 fand das Turnier jeweils Mitte Dezember statt. Mit Einführung der A-Junioren-Bundesliga 2003 kam es zu Überschneidungen mit deren Spielplan und der Turniertermin wurde in der Folge auf Anfang Januar verlegt. Durch diesen Wechsel wurde im Jahr 2005 kein Turnier ausgetragen. Nachdem 2021 und 2022 das Turnier auf Grund der Corona-Pandemie abgesagt werden musste, fand der 32. Internationale REWE Juniorcup von 5. Januar 2023 bis 8. Januar 2023 statt.

## Das Turnier
Gespielt wird auf dem 40 × 20 m Kunstrasenfeld mit umlaufender Bande mit Kleinfeldtoren und die Spielzeit beträgt jeweils 13 Minuten.
In der Vorrunde treffen in vier Gruppen drei Profi- und vier regionale Mannschaften aufeinander. Die drei ersten jeder Gruppe steigen anschließend in die Zwischenrundengruppe A bis D und die jeweiligen vierten jeder Gruppe in die Zwischenrundengruppe E auf.
Für das Viertelfinale qualifiziert sind die Gruppensieger der Zwischenrunde sowie die drei besten Zweiten der Gruppen A bis D, der Zweite der Gruppe E scheidet jedenfalls aus.
Neben Halbfinale und Finale wird auch das kleine Finale um Platz 3 ausgespielt.

## Turniersieger, Torschützenkönige und MVP
| Jahr | Turniersieger            | Torschützenkönig                                                                       | MVP                                     |
| ---- | ------------------------ | -------------------------------------------------------------------------------------- | --------------------------------------- |
| 1989 | BSG Motor Nordhausen     |                                                                                        |                                         |
| 1990 | Hertha BSC               |                                                                                        |                                         |
| 1991 | Hannover 96              |                                                                                        |                                         |
| 1992 | FC Bayern München        |                                                                                        |                                         |
| 1993 | Ajax Amsterdam           |                                                                                        |                                         |
| 1994 | FC Bayern München        |                                                                                        |                                         |
| 1995 | Hajduk Split             |                                                                                        |                                         |
| 1996 | FC St. Pauli             |                                                                                        |                                         |
| 1997 | Hansa Rostock            |                                                                                        |                                         |
| 1998 | VfL Wolfsburg            | Mike Busch (Hannover 96) 17 Tore                                                       |                                         |
| 1999 | Brøndby IF               | Aleksandar Kotuljac (Hannover 96) 14 Tore                                              |                                         |
| 2000 | FC Schalke 04            | Stephen Dobbie (Glasgow Rangers) 16 Tore                                               |                                         |
| 2001 | SC Freiburg              | Erkan Öztürk (Bayer 04 Leverkusen) 14 Tore                                             |                                         |
| 2002 | SC Freiburg              | Kenan Sahin (Bayer 04 Leverkusen) 14 Tore                                              |                                         |
| 2003 | Borussia Dortmund        | Emre Öztürk (VfL Wolfsburg) 12 Tore                                                    |                                         |
| 2004 | FC Schalke 04            | Nicolaj Agger (Brøndby IF Kopenhagen) 16 Tore                                          |                                         |
| 2006 | AC Sparta Prag           | Mesut Özil (FC Schalke 04) 16 Tore                                                     |                                         |
| 2007 | Borussia Mönchengladbach | Genero Zeefuik (PSV Eindhoven) 10 Tore                                                 |                                         |
| 2008 | SV Werder Bremen         | Tolgay Arslan (Borussia Dortmund) 10 Tore                                              |                                         |
| 2009 | SC Freiburg              | Erich Sautner (SC Freiburg) 16 Tore                                                    |                                         |
| 2010 | 1. FSV Mainz 05          | Marcello Trotta (Fulham FC) 12 Tore                                                    |                                         |
| 2011 | Hannover 96              | Iwan Yousif (Sparta Göttingen) 13 Tore                                                 |                                         |
| 2012 | FC Schalke 04            | Semih Daglar (Borussia Dortmund) 12 Tore                                               | Sascha Horvath (FK Austria Wien)        |
| 2013 | Hannover 96              | Peter Michorl (FK Austria Wien) 13 Tore                                                | Ismael Shradi Tajouri (FK Austria Wien) |
| 2014 | FK Austria Wien          | Benjamin Petrick (Hannover 96) 18 Tore                                                 | Sascha Horvath (FK Austria Wien)        |
| 2015 | FK Austria Wien          | Marcel Hartel (1. FC Köln) und Felix Schröter (FC Schalke 04) 15 Tore                  | Marcel Hartel (1. FC Köln)              |
| 2016 | FK Austria Wien          | Dominik Fitz (FK Austria Wien) 14 Tore                                                 | Dominik Prokop (FK Austria Wien)        |
| 2017 | Manchester United        | Jonas Wind (FC Kopenhagen) 16 Tore                                                     | Henrik Bellmann (FC Kopenhagen)         |
| 2018 | Manchester United        | Dominik Fitz (FK Austria Wien) 19 Tore                                                 | Niels Hahn (FK Austria Wien)            |
| 2019 | Fortuna Düsseldorf       | Matthias de Wolf (FC Brügge) und Lukas Petkov (FC Augsburg) 13 Tore                    | Maxim De Cuyper (FC Brügge)             |
| 2020 | 1. FSV Mainz 05          | Mika Schroers (Borussia Mönchengladbach) und Marlon Mustapha (1. FSV Mainz 05) 12 Tore | Terry Ablade (Fulham FC)                |
| 2023 | FK Austria Wien          | Marko Mladenovic (Eintracht Frankfurt) 14 Tore                                         | Kees Smit (AZ Alkmaar)                  |
| 2024 | FK Austria Wien          | Elijah Dijkstra (AZ Alkmaar) 15 Tore                                                   | Farhaan Ali Waahid (Fulham FC)          |
| 2025 | Fortuna Düsseldorf       | Tom Wingate (Fulham FC) und Hasan Deshishku (FK Austria Wien) 12 Tore                  | Hasan Deshishku (FK Austria Wien)       |

- 3 Turniersiege in Serie: FK Austria Wien (2014 bis 2016)
- 5 Turniersiege gesamt: FK Austria Wien (2014, 2015, 2016, 2023, 2024)
- 2× Torschützenkönig: Dominik Fitz – FK Austria Wien (2016 und 2018)
- 2× Most valuable Player (MVP): Sascha Horvath – FK Austria Wien (2012 und 2014)
- Torschützenkönig und Most valuable Player (MVP): Marcel Hartel – 1. FC Köln (jeweils 2015) und Hasan Deshishku – FK Austria Wien (jeweils 2025)

Besondere Leistungen
- 4 Turnierteilnahmen: Dennis Müller (1990 VfB Northeim, 1991–1993 Hannover 96), Peter Michorl (2011–2014 FK Austria Wien)
- 3 Turniersiege: Dominik Prokop (2014–2016 FK Austria Wien)

## Teilnehmer
| - 1. FC Kaiserslautern - 1. FC Köln - 1. FC Magdeburg - 1. FC Nürnberg - 1. FC Union Berlin - 1. FC Werder Münden - 1. SC 1911 Heiligenstadt - 1. SC Göttingen 05 - Ajax Amsterdam - AZ Alkmaar - Bayer 04 Leverkusen - FC Bayern München - SV BW Bilshausen - Borussia Dortmund - Borussia Mönchengladbach - Bovender SV - Brøndby IF - Celtic Glasgow - Dransfelder SC - Dynamo Dresden - Eintracht Braunschweig - Eintracht Frankfurt - Eintracht Northeim - ESV RW Göttingen - FC Auetal - FC Augsburg - FC Barcelona - FC Basel - FC Brügge - FC Chelsea - FC Gleichen - FC Grone - FC Hebenshausen - FC Kopenhagen - FC Lindenberg Adelebsen - FC Schalke 04 - FC St. Pauli - FC Tirol - FC Weser - FK Austria Wien - Fortuna Düsseldorf - FSV Frankfurt - FC Fulham - Galatasaray Istanbul - Germania Breitenberg - Germania Fulda - Glasgow Rangers - Grasshopper Club Zürich - Guangzhou Evergrande - SG GW Hagenberg - Hajduk Split - Hamburger SV - Hannover 96 - Hansa Rostock - Hastedter TSV - Hertha BSC - Inter Mailand - JFC Roswitha-Stadt - JFV 37 Göttingen - JFV Eichsfeld - JFV Eichsfeld-Mitte - JFV Göttingen - JFV Rhume-Oder - JFV Rotenberg - JFV West Göttingen - JSG Auetal-Altes Amt - JSG Bad Lauterberg/Herzberg - JSG Bergdörfer - JSG Bilshausen - JSG Bollensen/Schoningen - JSG Bremke - JSG Dransfeld/Rosdorf - JSG Duderstadt - JSG Eintracht Höhbernsee - JSG Friedland/Bremke - JSG Geismar/Niedernjesa - JSG Gieboldehausen - JSG Gieboldehausen/Obernfeld - JSG Gleichen - JSG Göttingen Süd - JSG Grefenburg - JSG Hagenberg - JSG Hainberg/Grone - JSG Hannover Münden | - JSG Hardegsen - JSG Harste/Lenglern - JSG Hebenshausen/Werra - JSG Höhbernsee - JSG Hoher Hagen - JSG Leine - JSG Lenglern/Harste - JSG Lenglern/Harste/Grone - JSG Moringen/Fredelsloh - JSG Nieste/Staufenberg - JSG Nörten - JSG Obere Garte - JSG Ost - JSG Pferdeberg - JSG Radolfshausen - JSG Radolfshausen/Eichsfeld - JSG Rehbach - JSG Rotenberg - JSG Schoningen/Bollensen/Solling - JSG Schoningen/Bollensen/Weser - JSG Schwarz-Gelb - JSG Schwülme - JSG Sülbeck - JSG Uslar - JSG Uslar Süd - JSG Uslar/Solling - JSG Uslar Ahletal - JSG Weper - JSG Werratal - JSG Werratal/Bonaforth - JSG Weser/Solling - JSG West - JSG West Göttingen - JSG Witzenhausen/Hebenshausen - Karlsruher SC - Kickers Offenbach - KSV Hessen Kassel - 1. FSV Mainz 05 - Manchester United - MSV Münden - Nikolausberger SC - Offenburger FV - Polonia Warschau - PSV Eindhoven - FC Red Bull Salzburg - Rot-Weiß Göttingen - RSV Göttingen 05 - SC Freiburg - SC Hainberg - SC Leinefelde 1912 - SC Rosdorf - SCW Göttingen / SC Weende - SG GW Hagenberg - SG Werratal - Sparta Göttingen - Sparta Prag - SV Bad Lauterberg - SV BW Bilshausen - SV Germania Breitenberg - SV Groß Ellershausen/Hetjershausen - SV RW Berlingerode - SV Viktoria 08 Georgsmarienhütte - SVG Einbeck - SVG Göttingen 07 - Tennis Borussia Berlin - TSG Münden - TSV Groß Schneen - TSV Havelse - TSV Nesselröden - TSV Seulingen - TSV Eintracht Wulften - Türkiyemspor Berlin - Tuspo Petershütte - Tuspo Weser Gimte - VfB Northeim - VfB Stuttgart - VfL Bochum - VfL Olympia 08 Duderstadt - VfL Wolfsburg - VfR Osterode 08 - Wacker Nordhausen / BSG Motor Nordhausen - Werder Bremen - Wolfenbütteler SV - Young Boys Bern |